# کریستاتوسور
کریستاتوسور (نام علمی: Cristatusaurus) نام یک گونه از انقراض است.